# Дамян Попов (певец)
Дамян Попов е български поп певец.

## Биография
Дамян Попов е роден на 21 декември 1986 г. в Добрич. Той завършва музикалното училище в родния си град с пеене и пиано. След това продължава образованието си в Държавната музикална академия „Панчо Владигеров“ в София, в класа по поп и джаз пеене на доц. Алис Боварян. Дамян има в творческата си биография десетки награди от фестивали и конкурси, участвал е в концерти както в България, така и в Италия, Франция, Румъния, Чехия, Австрия и др. Участвал е в телевизионния формат „Music Idol 2“ и е отпаднал на финала.

## Музикална кариера
В началото на 2009 г. Дамян Попов дебютира официално в ефира на „MAD TV“ с „Тръгваш ли“. Същата година излиза втората песен на Дамян Попов, озаглавена „Вярвал ли съм“.
Третият самостоятелен сингъл на Дамян Попов е „Гепи ме“. Провокативно, младежко и адски модерно, така изпълнителят описва ритъм енд блус песента, която е записал в началото на 2010 г. в PRO X studio. През февруари месец излиза видеоклипът към песента.
През 2011 г. Дамян Попов записва песен под името „Ти решаваш“. Песента е по музика на Дамян Попов и специално участие взема Анелия, която се включва с вокали. През май месец излиза клип на Дамян Попов към „Ти решаваш“. В началото на лятото на 2011 г. излиза песента „Грим и пози“ на Дамян Попов и колежката му Деница. На 1 септември Дамян Попов закрива 5-ия международен фестивал „Трикси“ с мини рецитал. В Балчик изпълнителят представя синглите „Ти решаваш“ „Ще прожа“ както и дуета си с Деница. Същия месец в град Сандански, във втората вечер от Балканския младежки фестивал „Младостта на Балканите“, на сцената, за да представи България, пее Дамян, който е подготвил специален микс от синглите си. Освен Дамян Попов на сцената пее и македонският певец Игор Митрович и най-известната рок група от Украйна Simple Red. В края на годината на музикалния ефир е „Ще продължа“ на Дамян Попов. Версията на баладата е заснета от bTV, на живо по време на конкурса „Бургас и морето“.
В началото на 2012 г. Дамян Попов представя дебютния си албум „Вярвал ли съм“ пред много приятели и колеги в столично заведение. Компакт-дискът е продуциран от самия певец. Последният видеоклип на песен от този диск е на „Точно с теб“.
В края на лятото на 2012 г. излиза видеоклипът към дуетната песен на Димана и Дамян Попов „Оферта за нощта“ която е авторска, по музика на Дамян Попов. На следващата година през месец март Светла Иванова и Дамян Попов заснемат видеоклип към дуета си „Двамата с теб“, спечелила класацията „BG TOP 10“ на сайта Сигнал.бг. В края на годината излиза видеоклипът на Дамян Попов. Той е към песента „Не виждам без теб“. Хитът „Не виждам без теб“ на поп певеца Дамян Попов е забелязан от музикалния тим „Star Gate“, отговорен за хитовете на най-големите звезди от световната сцена, сред които Риана, Ни-Йо, Бионсе Ноулс, Селена Гомес и други. По време на Коледните празници Дамян Попов промотира новата си песен със Светла Иванова, озаглавена „Утре“.
На 26 май Дамян Попов представя съвместния си проект с Mia, озаглавен „Щом те видя“.
На 3 ноември 2014 г. излиза видеоклипът на Дамян Попов към песента „Един милион“. Песента е изцяло авторско дело на Криско.
През 2015 годината излизат две версии на „Делено на две“. През май на същата година песента „Делено на две“ по музика и аранжимент на Калин Димитров и текст на Росен Димитров става победител в радиокласацията на програма „Христо Ботев“ на БНР „7 в 11“.

## Дискография
- Вярвал ли съм (2012)
- Твоето момче (2021)